# Joseph Deutsch
Joseph Deutsch (* 4. Januar 1885 in Rath-Vennickel (1886: Traar); † 29. März 1966 in Heidelberg) war ein deutscher Bibliothekar und in der Zeit von 1927 bis 1952 Leiter verschiedener Universitätsbibliotheken (Greifswald, Breslau und schließlich Heidelberg).

## Leben
Deutsch war der Sohn des Lehrers Josef Deutsch und seiner Frau Elisabeth, geborene Bovenschen. Nach dem Besuch des Gymnasiums in Krefeld studierte er Geschichte, Germanistik und Geographie an den Universitäten Marburg, München, Berlin und Bonn, wo er 1909 promoviert wurde. Er war seit dem Studium Mitglied der katholischen Studentenverbindungen KStV Thuringia Marburg, KStV Askania-Burgundia Berlin und KStV Saxonia München im KV. 1909 wurde er Volontär an der Universitätsbibliothek Marburg, 1910 ging er an die Universitätsbibliothek Göttingen und 1912 legte er die Fachprüfung als Bibliothekar ab. 1915 wurde er Bibliotheksassistent an der Universitätsbibliothek Göttingen. Ein Jahr später wurde er beurlaubt und ging an die Senckenberg-Bibliothek nach Frankfurt a. M. 1914 ging er nach Göttingen zurück, wo er Hilfsbibliothekar und schließlich Bibliotheksrat wurde. Von 1916 bis 1918 leistete er Kriegsdienst. 1917 wechselte er an die Universitätsbibliothek Kiel. 1921 ging er als stellvertretender Direktor an die Universitätsbibliothek Greifswald, wo er 1924 zum ersten Bibliotheksrat und 1927 zum Direktor ernannt wurde. In Greifswald war Deutsch auch Mitglied der Historischen Kommission für Pommern und Vorstand des Rügisch-Pommerschen Geschichtsvereins. Von 1932 bis 1945 war er Direktor der Staats- und Universitätsbibliothek Breslau. Nach Kriegsende war er 1946 an der Universitätsbibliothek Münster, bevor er vom 1. November 1947 bis 1952 als Nachfolger des verstorbenen kommissarischen Leiters Hermann Finke Leitender Bibliotheksdirektor der Universitätsbibliothek Heidelberg war. Seine Verdienste lagen in der Wiedereinrichtung dieser Institution nach dem Zweiten Weltkrieg.
Joseph Deutsch war mit Elisabeth Deutsch, geborene Jungebloed, verheiratet. Das Paar hatte eine Tochter Irmgard, verheiratete Guber sowie zwei Söhne, Joseph Deutsch (Jr.) und den 1929 in Greifswald geborenen Erwin Deutsch.

## Werke (Auswahl)
- Kilian Leib – Prior von Rebdorf: ein Lebensbild aus dem Zeitalter der deutschen Reformation. Aschendorff, Münster i. W. 1910 (Reformationsgeschichtliche Studien und Texte; 15/16) (Teilw. zugl.: Bonn, Univ., Diss., 1909) (Internet Archive).
- Die Handschriften der Abteilung für Niederdeutsche Literatur bei der Universitätsbibliothek zu Greifswald. Harrassowitz, Leipzig 1926 (Zentralblatt für Bibliothekswesen. Beiheft; 57).
- Pommersche Geschichtsschreibung bis zum Dreißigjährigen Krieg. In: Pommersche Jahrbücher, Jg. 23 (1926).
- Die Handschrift des Weseler Stadtrechts in der Abteilung für niederdeutsche Literatur bei der Universitäts-Bibliothek in Greifswald. In: Hermann Degering und Walter Menn (Hrsg.): Westfälische Studien: Beiträge zur Geschichte der Wissenschaft, Kunst und Literatur in Westfalen; Alois Bömer zum 60. Geburtstag gewidmet. Hiersemann, Leipzig 1928, S. 233–247.
- Ebers Calendarium Historicum mit handschriftlichen Eintragungen aus Wolgast. In: Von Büchern und Bibliotheken, 1928, S. 72–78.
- Die Bibliothek Herzog Philipps I. von Pommern. Bamberg, Greifswald 1931 (Aus den Schätzen der Universitätsbibliothek zu Greifswald; 6).
- Ein bemerkenswerter Sammelband aus der Schlossbibliothek Plathe. In: Zentralblatt für Bibliothekswesen, Jg. 49 (1932).
- Von Büchern und Büchereien in pommerschen Klöstern. In: Sankt Wiborada, Jg. 4 (1937), S. 57–68.
- Oberbibliothekar Karl Zangemeister (1873–1902). In: Neue Heidelberger Jahrbücher, 1950, S. 19–44 (Digitalisat).
- Ein Sammelband zur Verfassungs- und Verwaltungsgeschichte der deutschen Universitätsbibliotheken. In: Neue Heidelberger Jahrbücher, N.F. 1951, Seite 91–108 (Digitalisat).

Herausgeber
- Neue Heidelberger Jahrbücher (seit 1950).